# Liophis longiventris
Liophis longiventris este o specie de șerpi din genul Liophis, familia Colubridae, descrisă de Ayrton Amaral în anul 1925. A fost clasificată de IUCN ca specie cu risc scăzut. Conform Catalogue of Life specia Liophis longiventris nu are subspecii cunoscute.